# Puhlična planota, Kitajska
Kitajska Puhlična planota ali preprosto Puhlična planota je planota v severni osrednji Kitajski, sestavljena iz puhlice, klastičnemu mulju podobnega sedimenta, ki nastane zaradi kopičenja prahu, ki ga prinaša veter. Je jugovzhodno od puščave Gobi in je obkrožena z Rumeno reko. Vključuje dele kitajskih provinc Gansu, Šaanši in Šanši. Odlaganje na kitajski Puhlični planoti je oblikovalo tektonsko gibanje v neogenskem obdobju, po katerem so močni jugovzhodni vetrovi, ki jih je povzročil vzhodnoazijski monsun, prenašali usedline na planoto v kvartarnem obdobju. Trije glavni morfološki tipi na Puhlični planoti so puhlične ploščadi, grebeni in griči, ki so nastali z odlaganjem in erozijo puhlice. Večina te prihaja iz puščave Gobi in drugih bližnjih puščav. Sedimente so med ledenimi obdobji prenesli na Puhlično planoto jugovzhodni prevladujoči vetrovi in zimski monsunski vetrovi. Po odlaganju na planoti so se v sušnem podnebju postopoma zbijali v puhlico.
Puhlična planota je ena največjih in najdebelejših na svetu. Zaradi močnih vetrov je erozija močna tudi po planoti. Zato so prisotne erozijske značilnosti, vključno z vetrovnimi strminami, puhličnimi navpičnimi spoji in žlebovi. V zadnjih nekaj desetletjih sta se okolje in podnebje spremenila, vključno z vzorcem padavin, vegetacijskim pokrovom in naravnimi nevarnostmi. Te spremembe so lahko povezane s človeškim razvojem na planoti; Kitajski okoljski uradniki poskušajo najti trajnostne načine za upravljanje regije.

## Geologija

### Geomorfologija
Na Puhlični planoti obstajajo trije glavni tipi morfologije. To so puhlične ploščadi, puhlični grebeni in puhlični griči. Puhlična planota je ravna in z veliko plastmi. Grebeni puhlice so oblikovani z erozijo in so na osrednji Puhlični planoti. Puhlični griči so stožčaste sipine in so na severni planoti. Geomorfologijo planote tvorita erozija in odlaganje puhlice.
Na Puhlični planoti se geomorfologija običajno spreminja od skalnatih gora do aluvialne nižine ob vznožju do pasu rečnih dolin. Ta vzorec se ponavlja od severozahoda do jugovzhoda.
Višina skalnatih gora je veliko višja od nahajališča puhlice. Višina in morfologija gora sta na različnih lokacijah različni. Ena najvišjih gora na planoti se imenuje gora Mahan. Nadmorska višina te gore je okoli 3670 m, kar je 1300 m višje od meje puhlice. Je gora z ravnim vrhom in ima na vrhu paleo-peneplenske ostanke.
Nekatera gorska pobočja, predvsem privetrno pobočje (severno pobočje), so bila v preteklosti porasla z gozdom.
Aluvialno nižino ob vznožju gora sestavljajo aluvialni stožci, ki jih najdemo na tem območju in so ob vznožju skalnatih gora.
Velikost tega pasu je odvisna od količine odtoka in vremenskih materialov iz skalnatih gora.
Stare naplavine so prekrite z eolsko puhlico. Dlje od skalnatih gora je mogoče najti Puhlično planoto in puhlični Ping in se celo povezuje z naslednjim pasom, ki je pas rečnih dolin.
Pas rečnih dolin vključuje poplavne ravnice, rečne terase in rečne struge. Višje terase so večinoma pokrite z debelo puhlico. Z močno erozijo se bo spremenila v drugo obliko pokrajine, to je puhlično sleme. Če je erozija šibka, se bodo višje terase spremenile v puhlično planoto. Ta ravninska porečja, ki vključujejo dolinske ravnine in nižje terase, so pomembna za gradnjo in kmetijske dejavnosti.

#### Vetrovna strmina in grebeni temeljnih kamnin
Puščava Mu Us je na severozahodu Puhlične planote. Vetrovna strmina na planoti označuje mejo med puščavo Mu Us in Puhlično planoto. Predstavlja tudi prehod od akumulacije puhlice do vetrne erozije na  planoti. Za vetrovno strmino se oblikuje veliko linearnih kamnitih grebenov, ki so vzporedni s smerjo vetra. Na severni Puhlični planoti so skalnati grebeni obrnjeni proti severovzhodu. Vendar pa se smer grebenov počasi obrača proti severu v osrednji Puhlični planoti. Na severni strani so grebeni usmerjeni pod kotom 118° ±14°, medtem ko so na osrednji planoti usmerjeni pod kotom 179° ± 11°. To kaže na vlogo vetrne erozije.
Smer monsunskega vetra v kvartarju je skladna s sodobno klimatologijo. Za opazovanje vektorjev vetra blizu površine so primerjali veter v kvartarju in sodobni veter. Rezultati kažejo, da je smer vetra v zimskih in spomladanskih nevihtah enaka orientaciji kamnitih grebenov. Zato sodobni vetrovi tudi prispevajo k oblikovanju eolske geomorfologije.
Rumena reka je zagotavljala stalno oskrbo s sedimenti, ki jih je predelal veter. Prav tako se vetrna erozija okrepi, ko doseže vetrovno strmino Puhlične planote. Zaradi kompresije vetrovne strmine se hitrost vetra poveča.
Posledično Puhlična planota ni le mesto odlaganja puhlice, ampak tudi vir prahu zaradi močne vetrne erozije. Vetrna erozija je v ledeniškem obdobju zelo močna. V ledeniški dobi je vegetacije zelo malo, zato spodbuja vetrno erozijo.

### Geološki razvoj
| Obdobje                    | Opis |
| -------------------------- | --- |
| Zgodnja kreda              | Podnebje je postalo vroče in suho, nastala je rdeča plast. |
| Pozna kreda                | Zgodilo se je janšanijsko gibanje, ki je privedlo do gubanja in prelomov v plasti kamnin. Nekatere skale so bile dvignjene in so oblikovale gore, kot sta gora Helan in gora Liupan. Nekatere kamnine so doživele depresijo in oblikovale rečne bazene, kot je Heta Deposition Plain. |
| Zgodnji in srednji pliocen | Zaradi dolgotrajne denudacije in planacije je območje postalo velik peneplen. Številne medgorske kotline so nastale zaradi tektonskih premikov. Nadmorska višina gora in kotlin ni bila visoka in v tem obdobju ni imela velikih razlik. Zaradi sušnega podnebja so nastali rdeči materiali. Zato bi lahko v bazenih našli rdeče usedline. Hiparionska favna rdeče podlage iz pliocena je temelj Puhlične planote. |
| Pozni pliocen              | Ker se je spet začela neprekinjena denudacija in peneplenacija. Gladina vode v kotanjah, ki so sestavljene iz nanosov rdeče plasti Hipparionske favne, se je postopoma zniževala in celo izsušila. |
| Zgodnji kvartar            | V poznem pliocenu in zgodnjem kvartarju so bila aktivna tektonska gibanja. Zaradi premikanja skorje in hladnega podnebja so začela nastajati sedimentna okolja puhlice. Zato se je odlaganje te začelo pred 2,4 milijona let. |
| Kvartar                    | Zaradi dviga Tibetanske planote se je začel oblikovati vzhodnoazijski monsun. Po vstopu v kvartar je podnebje postalo bolj sušno. Veliko število mulja je nastalo zaradi fizičnega preperevanja, ki je postalo vir puhlice na Puhlični planoti. Sedimente so na planoto prinesle prašne nevihte in monsunski vetrovi. Zaradi sušnega podnebja so se usedline iz muljastih delcev počasi spremenile v puhlico.      |
| Srednji pleistocen         | Ker je erozija močna tudi po Puhlični planoti, so se začele oblikovati številne erozijske značilnosti, vključno z žlebovi, navpičnimi grebeni in vetrovnimi pobočji. |
| Sedanjost                  | Prebivalstvo na Puhlični planoti se je hitro povečalo. Veliko je kmetijskih dejavnosti. Intenzivna kmetijska dejavnost je povzročila erozijo tal, zemeljske plazove in drobirske tokove. Prav tako se zaradi dviganja skorje puhlična ploščad in grebeni spremenijo v erozijska okolja. |

Skratka, geomorfne obrise Puhlične planote so oblikovali tektonski premiki od neogena. Po tem so zaradi vzhodnoazijskega monsuna v kvartarju začeli nastajati puhlica in različne erozijske značilnosti. Zaradi človekovih dejavnosti pa so se številna območja planote spremenila v erozijska okolja.

#### Izvor puhličnih nahajališč
Vir puhlice na kitajski Puhlični planoti je puščava Gobi in bližnja puščava, vključno s puščavo Tengger, puščavo Badain Džaran, puščavo Ulan Buh, puščavo Mu Us in puščavo Hobč. Vendar je glavni vir puščava Gobi. To je dokazano, ker so si njihovi minerali, izotopi in kemikalije podobni. Obe mesti imata kremen kot glavni mineral puhlice. Vrednost 87Sr/86Sr je izjemno visoka in oba imata visoko razmerje Eu/Yb in Eu/Eu, ki sta elementa v sledovih. Ti podatki dokazujejo, da je puhlica iz puščave Gobi. Puščava Gobi leži na severu planote. Čeprav je razdalja med puščavo Gobi in kitajsko Puhlično planoto precej velika, je možno, da lahko puhlica prepotuje tako veliko razdaljo. Obstaja nekaj razlogov, zakaj je vir iz puščave Gobi in peščenih puščav.
Prevladujoči veter: Prevladujoči veter peščenih puščav in puščave Gobi prihaja s severozahoda. Ker so puščava Gobi in peščene puščave severozahodno od kitajske Puhlične planote, prevladujoči veter gradi povezavo med vsemi temi kraji. Puhlica lahko potuje na planoto s prevladujočim vetrom.
Brez gora vmes: na transportni poti prahu ni visokih gora vmes. V primeru, ko visoke gore blokirajo prah, ko se ta prenaša, se lahko prah odloži na vetrovnem pobočju gore.
Monsun je tudi pomemben za določitev vira puhlice, saj bo monsun vplival na smer vetra. Iz Mongolije zaradi visokotlačne celice v sibirsko-mongolski regiji prihajajo zimski monsunski vetrovi. To igra pomembno vlogo pri transportu prahu in puhlice na planoto.
Prašna nevihta: to je najpomembnejši dejavnik. Spomladi se na Puhlični planoti zgodijo številne močne prašne nevihte, ki običajno trajajo več kot dva dni. Z daljšo prašno nevihto lahko puhlica prepotuje daljšo razdaljo. Prašna nevihta piha od severozahoda do planote.

## Podnebje in okoljske spremembe
|                     | Spremembe | Učinki | Vzroki sprememb |
| ------------------- | --- | --- | --- |
| Podnebje            | - Spremenite hladno in suho v vlažno. - Severni del Puhlične planote je pol suh. - Južni del Puhlične planote je subhumiden. | - Ne spodbuja rasti vegetacije, pospešuje erozijo tal. - Podnebne spremembe povzročajo več ekstremnih vremenskih dogodkov v zadnjih 2000 letih, zlasti v zadnjih 600 letih. - Več je poplav in suše. | - Naravne variacije |
| Padavine            | - Zmanjšanje letne količine padavin. - Enakomerna porazdelitev padavin: od junija do avgusta se zbere 40-60 % padavin.       | - Ker je vreme suho, se pogostnost in moč pojavov prašnih neviht povečujeta. - To vodi do hude erozije tal.                                                                                          | - Naravni dejavniki: podnebne spremembe[6] in sprememba sezonskosti vzhodnoazijskega monsuna. |
| Vegetacijski pokrov | - Rastlinstvo se je zmanjšalo za približno 45 %                                                                              | - Vlažnost tal se zmanjša zaradi manjše infiltracije. - To pospešuje erozijo tal. Več kot 90 % sedimentov v Rumeni reki prihaja iz Puhlične planote.                                                 | - Naravni dejavniki: erozija tal postane hujša zaradi razvoja gričev in žlebov. Tudi podnebne spremembe ne spodbujajo rasti vegetacije. - Človeški dejavnik: zaradi rasti prebivalstva se je povečalo povpraševanje po hrani. Ljudje krčijo gozdove za kmetijske dejavnosti. |

Prebivalstvo Puhlične planote narašča od leta 1600. Leta 2000 se je število prebivalcev povečalo na 104 milijone. Hitra rast prebivalstva je prinesla nekaj okoljskih težav na planoto. Na primer krčenje gozdov. Ljudje krčijo gozd, da bi pridobili več zemlje za kmetijske dejavnosti in uporabljajo les za gorivo in gradbeni material. To je razlog, da se je gozdna pokritost močno zmanjšala. Na Puhlični planoti je vedno več nenormalnih in ekstremnih naravnih nevarnosti. To je lahko povezano s podnebnimi in okoljskimi spremembami.

## Trajnostni razvoj
Na erozijo tal na Puhlični planoti vplivajo številni dejavniki, vključno z vegetacijskim pokrovom, padavinami, močjo vetrov, podnebjem itd. K eroziji tal v zadnjih letih največ prispevajo človeške dejavnosti. Prebivalstvo se je od leta 1949 do 2000 potrojilo. Leta 2000 je doseglo 104 milijone ljudi. Več kot 70 % pobočnih zemljišč se uporablja za kmetijske dejavnosti. Kmetovanje na strmih pobočjih je razgalilo puhlične materiale na pobočju. Ob močnih padavinah in nevihtah se ta zlahka spere, kar povzroči resno erozijo tal. Večina travinja je prekomerno popasena in se sooča s problemom degradacije tal. Tudi rudarstvo in gradbeništvo prav tako prispevata k povzročanju erozije tal.
Zato je kitajska vlada spoznala, da je ključnega pomena spodbujanje trajnostnega kmetovanja in strategij za ohranjanje tal na planoti. Inštitut za varstvo tal in voda je promoviral načelo varstvene eko-kmetijske gradnje. Obstajajo štiri glavne strategije:
- Obnovitev vegetacijo, vključno s travo in grmovjem.
- Zgraditev osnovnih zemljišč za pridelke žita, kot je terasiranje.
- Posaditev več poljščin in dreves.
- Živinoreja.

Konservatorska in trajnostna gradnja je razdeljena na tri stopnje:
| Stopnja                        | Opis |
| ------------------------------ | --- |
| Začetna stopnja obnove         | Ta stopnja je v glavnem namenjena upravljanju rabe zemljišč in obnovitvi posevkov na strmih pobočjih v gozdove in pašnike. Namesto ekonomskih koristi se osredotočajo predvsem na ekološki razvoj. |
| Stopnja stabilnega izboljšanja | Namen te stopnje je povečati dobiček pašnikov in tržnih pridelkov ter vložek za kmetijske dejavnosti. Prav tako skušajo kmete spodbuditi k naravovarstvenim praksam s spreminjanjem tradicionalnih običajev. Po spodbujanju ohranitvenih praks se kmetje na lesni planoti začnejo zavedati pomena ohranjanja tal. |
| Končna razvojna stopnja        | V tej fazi je večina strategij dobro razvitih. Kmetje so spremenili svoje tradicionalne metode gojenja pridelkov. Vse več kmetov se zaveda, da je varovanje okolja pomembno, in so se pripravljeni učiti ohranjanja. Posledično zmanjša erozijo tal za 70 %, dohodek kmetov pa se je povečal tudi za 8-krat.      |